# Matelea roulinioides
Matelea roulinioides är en oleanderväxtart som beskrevs av M.F. Agra och W.D. Stevens. Matelea roulinioides ingår i släktet Matelea och familjen oleanderväxter. Inga underarter finns listade i Catalogue of Life.